# Torna a casa
Singles de Måneskin
Morirò da re
(2018) Fear for Nobody
(2019)
Torna a casa est une chanson du groupe de rock italien Måneskin, extrait de son premier album Il ballo della vita (en). Sortie le 28 septembre 2018, elle atteint la première place des charts italiens.

## Écriture et composition

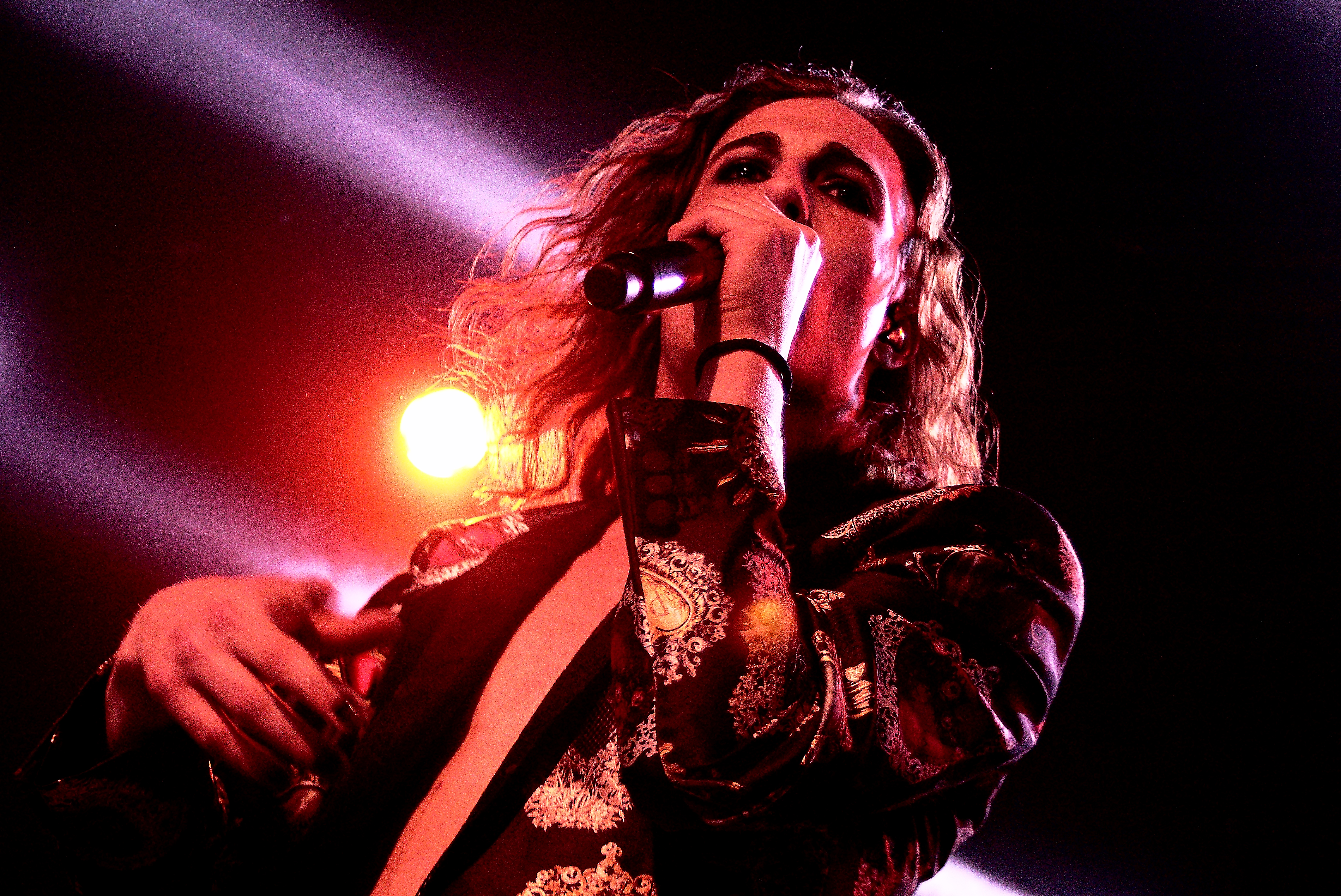
Torna a casa est écrite par Damiano David, le chanteur de Måneskin.
La chanson parle de Marlena, personnage central du précédent single de Måneskin Morirò da Re. Pendant le refrain, Damiano David chante : « Alors Marlena rentre à la maison, le froid se fait sentir ici, alors Marlena rentre à la maison, je ne veux plus attendre » (« Quindi Marlena torna a casa che il freddo qua si fa sentire, quindi Marlena torna a casa che non voglio più aspettare »).
Il ne s'agit pas d'une chanson d'amour, bien que Marlena sauve le héros, elle n'est qu'une allégorie. D'après le groupe : « Marlena, c'est nous, c'est Måneskin, c'est notre message de liberté, de vie. Elle est la Vénus du groupe, la personnification de la liberté, de la créativité, de la liberté » (« Marlena siamo noi, i Maneskin, è il nostro messaggio di libertà, di vita. È la venere del gruppo, la personificazione della nostra libertà, creatività, vita »). « Torna a casa est un morceau à écouter les yeux fermés et l'esprit ouvert » (« “Torna a casa” è un pezzo da ascoltare ad occhi chiusi e mente aperta »).
Torna a casa est une power ballad, un style différent des précédents morceaux du groupe.

## Sortie et réception
À la fin du mois de septembre 2018, Måneskin révèle sur les réseaux sociaux la sortie de leur single Torna a casa pour le 28 septembre. La chanson annonce le premier album du groupe, qui sort le mois suivant et dont le titre n'est pas encore révélé Il s'agira de Il ballo della vita (en). Le groupe chante la chanson en avant-première dans les rues de Rome et Milan.
Torna a casa entre en première position du classement des ventes de singles en Italie. La chanson reste cinq semaines en tête du classement et passe les treize semaines suivantes dans le top 10, retrouvant même la première position du classement fin novembre.
Après la victoire de Måneskin au Concours Eurovision de la chanson, Torna a casa entre dans les classements de plusieurs pays européens au printemps 2021: Finlande, Grèce, Lituanie, Portugal et Suède.

## Clip musical

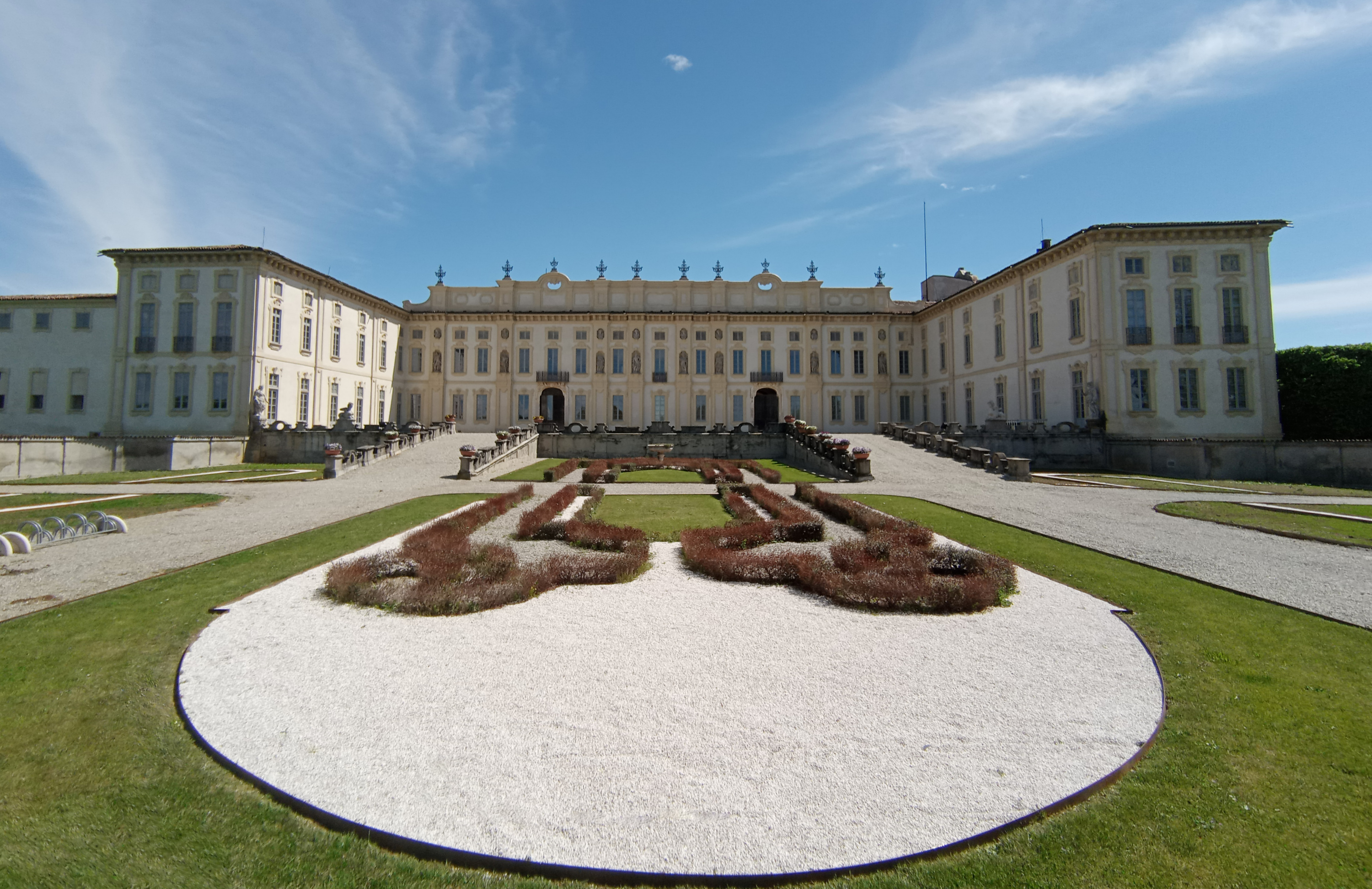
Le clip est tourné à la Villa Arconati de Bollate.

Le clip de Torna a casa sort le 1er octobre 2018.
Le clip est réalisé par Giacomo Triglia et produit par Tycho Creative Studio. Il est tourné dans la Villa Arconati de Bollate (Lombardie), en particulier dans la salle de la chasse, la salle du zodiaque, la salle des Galliari  et la salle rose, récemment restaurées. Outre les membres du groupe, la vidéo met en scène les danseuses Francesca Stelladiplastica et Silvia Bonavigo.

## Classements et certifications

### Classements hebdomadaires
| Classement (2018-21)                 | Meilleure position |
| ------------------------------------ | ------------------ |
| Finlande (Suomen virallinen lista)   | 14                 |
| Grèce (IFPI)                         | 11                 |
| Italie (FIMI)                        | 1                  |
| Lituanie (T100)                      | 5                  |
| Portugal (AFP)                       | 83                 |
| Suède (Sverigetopplistan Heatseeker) | 15                 |

### Certifications
| Région                                                                                                 | Certification | Ventes/Streams |
| --- | ------------- | -------------- |
| Italie (FIMI)                                                                                          | 5 × Platine   | 0‡             |
| *Ventes selon la certification ^Mise en rayon selon la certification xNon précisé par la certification |               |                |